# Unione Sportiva Ideale 1927-1928
Questa voce raccoglie le informazioni riguardanti l'Unione Sportiva Ideale nelle competizioni ufficiali della stagione 1927-1928.

## Stagione
Per la stagione 1927-1928, la sesta giocata dall'Ideale in Prima Divisione, viene ingaggiato come tecnico il centrocampista ungherese Ferenc Plemich, anch'egli, come Haftel nella stagione precedente sarà contemporaneamente giocatore.
I nero-verdi iniziano anche quest'anno calcistico con due sconfitte, la prima al motovelodromo Corvisea di Taranto (anche questa, similmente alla stagione passata), 2-0 contro la rosso-blu "A.S. Taranto" (nata dalla fusione di Audace e Pro Italia, il rosso e il blu sono i colori dello stemma comunale della città ionica) e la seconda in casa, 0-3 nel derby barese contro il Bari Football Club. Con l'1-1 fra le mura amiche contro il Savoia, gli idealisti iniziano una condotta più proficua che li porta, alla fine del girone d'andata ad aver raccolto 5 punti, frutto di una vittoria, tre pareggi e una sconfitta. In 5ª giornata la squadra di Plemich ha fermato sull'1-1 la Fiorentina di Csapkay: al goal del vantaggio gigliato di Miconi ha risposto due minuti dopo Manzulli, il più giovane in campo dell'Ideale, con un colpo di testa; elogiata la prestazione del portiere nero-verde Lodolo, che ha negato più volte la rete agli ospiti.
Il girone di ritorno si apre con la vittoria interna 3-0 nel derby regionale con il Taranto. Pochi giorni dopo quest'incontro l'ala ventiduenne Peppino Ugenti muore di nefrite dopo un breve periodo di malattia; il 27 novembre del 1927 (la 2ª giornata di ritorno, nei giorni del lutto) l'Ideale gioca con passione la stracittadina contro il Bari F.C. al Campo degli Sports (in casa dei bianco-blu), per dedicare l'incontro al compagno scomparso, ma perde 1-0 per effetto della rete di Costantino al 16º minuto, nonostante il volume di gioco espresso dai nero-verdi sia stato ben superiore a quello dei rivali; criticate diverse decisioni dell'arbitro Serra, a danno dei nero-verdi. Le due formazioni sono scese in campo così: Bari FC - De Carli, Castellano, Minunno, Lella III, Brezzi, A. Lella, Bellomo, Costantino, Corengia, Piccinni, Rastelli; Ideale - Lodolo, Alboreto, Moretti, Spilotros, Plemich, Lamastra, Petrillo, Salonna, Coda, Chirico, Zito; a fine incontro i componenti delle due squadre si stringono mestamente la mano. Il resto del girone vede gli idealisti perdere altri due incontri e vincerne tre (di cui uno a tavolino con il Tivoli, causa rinuncia dei laziali). L'Ideale conclude quindi il campionato a 13 punti, 6ª e terzultima in classifica, un punto in meno del Taranto quinto e dieci punti in più del Savoia settimo.

### La fusione con il Bari F.C. nell'U.S. Bari
Il 27 febbraio 1927, circa quaranta giorni dopo la chiusura del girone interregionale, il segretario federale Leonardo D'Addabbo convoca presso la federazione fascista di Bari i proprietari di Bari Football Club e U.S. Ideale, assieme al podestà Araldo di Crollalanza e al direttore della Gazzetta del Mezzogiorno Raffaele Gorjux, disponendo una discussione sull'unificazione dei programmi delle due società e quindi ordinando la fusione dei due sodalizi nell'"Unione Sportiva Bari". Nei giorni successivi diversi ex dirigenti della compagine nero-verde si oppongono nell'iter dell'unione, generando dissidi e polemiche; le opposizioni si ridurranno gradualmente nei periodi seguenti. Sul finire di marzo il processo di unificazione è stato completato; nel rimescolamento di cariche di componenti dei due vecchi sodalizi, il presidente idealista Atti viene posto a capo della nuova società e Plemich allenatore.
Il 10 marzo 1928 i nero-verdi danno l'addio al pubblico nell'amichevole con il San Pasquale (squadra barese di Terza Divisione), fra gli improperi di ex tifosi libertiani.
L'Ideale sarà poi rifondata, dopo circa ventotto anni, nella seconda metà degli anni cinquanta.

## Rosa[5]
| N. |                     | Ruolo | Calciatore         |
| -- | ------------------- | ----- | ------------------ |
|    | Italia (bandiera)   | P     | Libero Lodolo      |
|    | Italia (bandiera)   | D     | Michele Alboreto   |
|    | Italia (bandiera)   | D     | Giovanni Cavaliere |
|    | Italia (bandiera)   | D     | Festa              |
|    | Italia (bandiera)   | D     | Biagio Moretti     |
|    | Italia (bandiera)   | D     | Spilotros          |
|    | Ungheria (bandiera) | C     | Ferenc Plemich     |
|    | Italia (bandiera)   | A     | Salvatore Chirico  |
|    | Italia (bandiera)   | A     | Giuseppe Di Cillo  |
|    | Italia (bandiera)   | A     | Pasquale Petrillo  |

| N. |                   | Ruolo | Calciatore        |
| -- | ----------------- | ----- | ----------------- |
|    | Italia (bandiera) | A     | Angiolino Salonna |
|    | Italia (bandiera) | A     | Giuseppe Ugenti   |
|    | Italia (bandiera) | A     | Zito              |
|    | Italia (bandiera) | ?     | Benedetto Coda    |
|    | Italia (bandiera) | ?     | Lamastra          |
|    | Italia (bandiera) | ?     | Nicola Manzulli   |
|    | Italia (bandiera) | ?     | Mongelli          |
|    | Italia (bandiera) | A     | Giuseppe Vacca    |
|    | Italia (bandiera) | ?     | Zambetta          |

## Risultati

### Prima Divisione

#### Girone di andata
| Arbitro: | Schiavio (Ferrara) |

|                       |           |  |
| Rossi 3’ Mongelli 87’ | Marcatori |  |

| Arbitro: | Magliulo (Torre Annunziata) |

|  |           |                                       |
|  | Marcatori | 15’ Rastelli 49’ De Marzo 60’ Bellomo |

| Arbitro: | Cugnini (Ancona) |

|                |           |             |
| Manzulli 1t. º | Marcatori | 1t. º Costa |

| Tivoli 16 ottobre 1927 4ª giornata                                       | Tivoli    | 1 – 2                     | Ideale | Campo "Gregoriano" |
| \| \| \| \| \| Garofoli 49’ \| Marcatori \| s.t.’ Manzulli s.t.’ Coda \| |           |                           |        |                    |
|                                                                          |           |                           |        |                    |
| Garofoli 49’                                                             | Marcatori | s.t.’ Manzulli s.t.’ Coda |        |                    |

| Arbitro: | Malagodi (Ferrara) |

|              |           |            |
| Manzulli 74’ | Marcatori | 72’ Miconi |

| Arbitro: | Berretti (Prato) |

|                                      |           |  |
| Levo 7’ Tiburzi s.t.’ Panosecchi 80’ | Marcatori |  |

| Bari 13 novembre 1927 7ª giornata | Ideale | 0 – 0 | Foggia | Campo San Lorenzo |

#### Girone di ritorno
| Arbitro: | Scorzoni (Bologna) |

|                                     |           |  |
| Petrillo 31’ Ugenti 47’ Chirico 86’ | Marcatori |  |

| Arbitro: | Serra |

|                |           |  |
| Costantino 16’ | Marcatori |  |

| Aversa 4 dicembre 1927 10ª giornata                                   | Savoia    | 1 – 2                  | Ideale |  |
| \| \| \| \| \| Bobbio 1t. º \| Marcatori \| 1t. º Zito 56’ Plemich \| |           |                        |        |  |
|                                                                       |           |                        |        |  |
| Bobbio 1t. º                                                          | Marcatori | 1t. º Zito 56’ Plemich |        |  |

| 11 dicembre 1927 11ª giornata                                                           | Ideale    | 2 – 0 | Tivoli |  |
| \| \| \| \| \| vittoria a tavolino per rinuncia della squadra ospite \| Marcatori \| \| |           |       |        |  |
|                                                                                         |           |       |        |  |
| vittoria a tavolino per rinuncia della squadra ospite                                   | Marcatori |       |        |  |

| Arbitro: | Galli (Bologna) |

|                        |           |  |
| Bernetti 9’ Rivolo 44’ | Marcatori |  |

| Arbitro: | Sani (Ferrara) |

|               |           |  |
| Vacca ca. 66’ | Marcatori |  |

| Arbitro: | Mazzini (Bologna) |

|                       |           |  |
| Zini 22’ Maccione 25’ | Marcatori |  |

## Statistiche di squadra
| Competizione    | Punti | In casa | In casa | In casa | In casa | In casa | In casa | In trasferta | In trasferta | In trasferta | In trasferta | In trasferta | In trasferta | Totale | Totale | Totale | Totale | Totale | Totale | DR |
| Competizione    | Punti | G       | V       | N       | P       | Gf      | Gs      | G            | V            | N            | P            | Gf           | Gs           | G      | V      | N      | P      | Gf     | Gs     | DR |
| --------------- | ----- | ------- | ------- | ------- | ------- | ------- | ------- | ------------ | ------------ | ------------ | ------------ | ------------ | ------------ | ------ | ------ | ------ | ------ | ------ | ------ | -- |
| Prima Divisione | 13    | 7       | 3       | 3       | 1       | 8       | 5       | 7            | 2            | 0            | 5            | 4            | 12           | 14     | 5      | 3      | 6      | 12     | 17     | -5 |

### Statistiche dei giocatori[5]
| Giocatore    | Prima Divisione | Prima Divisione |
| Giocatore    | Presenze        | Reti            |
| ------------ | --------------- | --------------- |
| M. Alboreto  | 11              | 0               |
| G. Cavaliere | 7               | 0               |
| S. Chirico   | 10              | 1               |
| B. Coda      | 6               | 1               |
| G. Di Cillo  | 2               | 0               |
| Festa        | <4              | 0               |
| Lamastra     | <4              | 0               |
| L. Lodolo    | 13              | -17             |
| N. Manzulli  | 6               | 3               |
| Mongelli     | 4               | 0               |
| B. Moretti   | 9               | 0               |
| P. Petrillo  | 6               | 1               |
| F. Plemich   | 9               | 1               |
| A. Salonna   | <4              | 0               |
| Spilotros    | 13              | 0               |
| G. Ugenti    | ?               | 2               |
| G. Vacca     | 9               | 1               |
| Zambetta     | 11              | 0               |
| Zito         | 6               | 1               |

### Libri
- Gianni Antonucci, 1908-1998 90 Bari, Bari, Uniongrafica Corcelli, 1998.

### Giornali e riviste
- La Gazzetta del Mezzogiorno, 1927.
- Cine-Sport, 1927.